# Gonny van der Maten
Gonny van der Maten (Amsterdam, 1959) is een Nederlands organist, dirigent, muziekpedagoog en componist. 

## Levensloop
Gonny van der Maten werd geboren in Amsterdam, waar zij ook haar opleiding aan het Sweelinck Conservatorium volgde, met als orgel-hoofdvakdocent Albert de Klerk. In 1984 behaalde zij cum laude het Diploma Uitvoerend Musicus en in 1985 het Diploma Kerkmuziek.
Na haar conservatoriumopleiding volgde zij nog vele specialisatiecursussen in diverse landen.
Zij was kerkmusicus in o.a. de Geertekerk te Utrecht, de parochie Heilige Bavo te Heemstede en de Oude Kerk in Soest. Ze is dirigent van diverse koren en heeft een uitgebreide concertpraktijk, zowel solo als in combinatie met ensembles.
Naast haar optredens in traditionele orgelconcerten verzorgt zij concertvoorstellingen waarbij zij orgelmuziek met andere kunstvormen, zoals poëzie, dans en toneel, combineert en waarbij zij zelf teksten voordraagt. Zij heeft samengewerkt met o.a. zanger en voordrachtskunstenaar Lieuwe Visser, poppenspeler Fred Delfgaauw, stemkunstenaar Jaap Blonk, componiste Caroline Ansink en de pianist Ralph van Raat. Meer en meer worden poëzie-concerten haar specialiteit.

## Prijzen
- 1983, nog tijdens haar studie, won zij de eerste prijs bij het Internationale Albert Schweitzer-concours te Deventer.
- 2009 kreeg zij een bronzen médaille toegekend door de Franse Société Académique d'Éducation et d'Encouragement, Arts, Sciences et Lettres te Parijs, voor haar verdiensten Franse muziekcultuur in Nederland.
- 2022 Ridder in de Orde van Oranje Nassau

## Trivia
- Tussen 1987 en 2000 docente orgel aan Kunstencentrum De Kom te Nieuwegein, sinds 2014 bij Bachschool Soest
- Van 1991 tot 2022 was Gonny van der Maten repetitor bij het Concertkoor Haarlem.
- Van 2004 tot 2021 was zij bestuurslid en voorzitter van de Andriessen/De Klerk Stichting. Deze is in 1999 opgericht en heeft tot doel de artistieke nalatenschap van Hendrik Andriessen en Albert De Klerk levend en bereikbaar te houden.
- Sinds 2019 is zij bestuurslid van de Stichting J.P. Sweelinckprijs.

## Discografie
- Als een feniks... (Oude Kerk Soest)
- De goddelijke routine (Louis Andriessen, Hendrik Andriessen, Albert de Klerk)
- Kabinetorgel Geertekerk Utrecht
- Stumphlerorgel Geertekerk Utrecht
- Orgels in schuren en kerken. CD 1: Gonny van der Maten, Pieter Assendelft orgel, 't Zwarte Kerkje, Zuidschermer.
- Orgels in schuren en kerken. CD 2: Gonny van der Maten, Hendrik Blötz orgel, Gereformeerde kerk, Krabbendam. Gonny van der Maten, Pieter Flaes orgel, Doopsgezinde Vermaning, Noordbeemster
- Nicholsonorgel, Christophoruskerk Schagen
- Orgels In Nederland 1511-1896. Box 2 CD 6: Gonny van der Maten, Johann Jacob Bammertz Orgel, St Salviuskapel, Limbricht
- Orgels In Nederland 1511-1896. Box 3 CD 11: Gonny van der Maten / Okke Dijkhuizen vierhandig, G.T. Bätz Orgel, Hervormde kerk Heukelum
- Orgels In Nederland 1511-1896. Box 4 CD 13: Gonny van der Maten, J.S. Strumphler Orgel, Geertekerk Utrecht